# Majamaanholmi
Majamaanholmi är en halvö i Finland. Den ligger i Nystad i landskapet Egentliga Finland, i den sydvästra delen av landet, 210 km väster om huvudstaden Helsingfors.